# Sisena campanya de Geòrgia (1400)
La sisena campanya de Geòrgia de Tamerlà fou una campanya militar de Tamerlà a aquest regne que es va produir el 1400.
Acabat el hivern que Tamerlà va passar al Karabagh, va convocar un kurultai amb els prínceps i els amirs i alts oficials. Es va decidir que la guerra contra els georgians infidels era prioritària. Al acabar l'assemblea es va celebrar el tradicional banquet. Després l'exèrcit estacionat al Karabagh va sortir cap a la frontera de Geòrgia i en 10 dies van arribar a la plana de Bardaa, on a Timur el va anar a trobar l'emir Tahartan d'Erzincan que li va fer tota mena de lloances i li va portar regals, rebent diverses mostres d'honor, entre les quals un estendard, un bastó amb cua i dos timbals, símbols tots de sobirania; Timur el va aconsellar sobre com mantenir-se apartat de la política agressiva de Baiazet I i de com governar el seu emirat.
Tot seguit va seguir avançant cap a la frontera de Geòrgia i va enviar un emissari amb una carta pel rei Jordi VII o Giorgi VII (al que Yazdi anomena Gurguin) en què li exigia entregar al príncep jalayírida Tahir ibn Ahmad, rescatat d'Alinjak; el rei georgià va respondre amb evasives i finalment l'emissari va retornar sense haver obtingut res.
La ira de Timur fou notable i va ordenar entrar a Geòrgia (març de 1400) i devastar el país; així es va fer i les poblacions georgians foren objecte dels atacs dels soldats timúrides que ho devastaven tot; les forces georgianes i timúrides es van enfrontar al riu Sagim, al baix Kartli, i Jordi VII va ser derrotat i es va retirar més profundament al país, sent perseguit implacablement per Timur. La població havia fugit a les muntanyes amb tot el que es podien emportar i s'havia refugiat en coves impenetrables on mai abans havien estat perseguits; el terreny difícil i la tàctica inesperada del seu adversari exigien de Timur un nou enfocament: en primer lloc, Temur va fer teixir cistells que eren prou grans per sostenir un home; els arquers es van posar dins i els cistells amb l'arquer a dins, es van fer baixar pels penya-segats fins a arribar a la desembocadura de les coves. Un cop allà, van disparar fletxes xopades en oli en flames cap als extrems més allunyats, omplint les coves de fum i deixant als que s'hi refugiaven morts o agonitzants i després van penetrar a les coves amb llances i sabres a les mans; els civils indefensos foren massacrats; també es van conquerir i cremar una quinzena de llocs fortificats on tots els que s'hi trobaven eren massacrats.
La capital, Tiflis, que per primera vegada havia estat capturada per Timur el 1386, fou de nou assaltada i destruïda i s'hi va establir una guarnició. Timur va acampar a la plana de Mukhran i va fer assetjar Gori on s'havia retirat el rei Jordi. Al cap de poc temps les mesquites, els minarets i els muazins van ocupar el terreny sobre el qual hi havia abans esglésies cristianes i els seus sacerdots. Sota l'amenaça d'una espasa, els pragmàtics georgians recitaven les paraules sagrades que els definien com a musulmanes, única manera amb la que podien salvar la vida. La mort era la pena per a aquells que s'aferraven al cristianisme.
Timur es va dirigir contra el domini georgià de Jani Beg; el seu territori fou devastat i Jani Beg va entregar la seva capital i poc després es va anar a sotmetre a Timur. Aquest va enviar a Said Khoja, fill de l'amir Shaikh Ali Bahadur; també va enviar a Jahan Xah va ser enviat també amb l'ala esquerra de l'exèrcit cap a altres llocs.
Timur amb part de l'exèrcit va anar a Semave on se li van reunir els diversos contingents que havien estat operant a les províncies que retornaven amb molt de botí i nombrosos cavalls i cabres. Al pas principal hi havia una fortalesa anomenada Bil que fou assetjada i conquerida i després arrasada perquè no tornés a servir. Els destacaments enviats en persecució de Jordi van retornar sense haver-lo trobat, però si que van fer alguns oficials georgians presoners.
El rei Jordi va fer una atrevida sortida cap a l'oest, però no va aconseguir aturar l'avanç de l'enemic cap a les fortaleses de Dzami i Savaneti. Els espies de Timur el van informar que diversos aznauris (els petits senyors feudals vassalls dels mthvaris o grans senyors hereditaris) havien reunit les seves forces a la fortalesa de Zerire (Dzami), situada en el cim d'una muntanya escarpada. Timur es va dirigir allí i la va fer assetjar; després de set dies va ordenar l'assalt general i la fortalesa fou conquerida; els defensors foren morts i la fortalesa destruïda.
Es van fer incursions a tota la regió i es van capturar molts enemics, que foren portats lligats de peu i mans i als que es va ordenar executar quan van refusar fer-se musulmans. Allí es va tenir notícies de que el rei Jordi era a Svanètia. Timur va cridar a les tropes que estaven fent ràtzies i va deixar la meitat de l'exèrcit reunit a Zerire i amb l'altra meitat se’n va anar a Svanètia. El rei Jordi se’n va assabentar i va fugir cap a Abkhàzia.
Timur va ocupar Svanètia fàcilment i va marxar en persecució del rei; alguns dels escortes del rei foren capturats i executats però Jordi VII va poder creuar els rius Aigar i Korlan i es va posar fora de l'abast dels perseguidors en els boscos inaccessibles de l'oest de Geòrgia on els exèrcits timúrides no van poder penetrar. Timur va respondre amb fúria i va saquejar molts llocs a la resta de Geòrgia. La majoria del prínceps georgians es van sotmetre humilment i el rei va enviar un emissari de nom Ismail a Timur, per plànyer-se de la destrucció del país i explicar que el rei estava reduït a l'ultim extrem i que humilment es volia sotmetre i estar per sempre al servei de l'emperador i pagar puntualment el tribut anual. Timur va perdonar al rei georgià i va decidir abandonar Geòrgia occidental.
Al príncep Tahir ibn Ahmad el rei georgià el va enviar a refugiar-se amb el sultà otomà Baiazet I (on també s'havia refugiat el seu pare Ahmad), en una mesura que segurament tenia per objectiu plantar les llavors de conflicte entre el turc i el tàrtar. Jordi VII no ho sabia aleshores, però aquest intent aviat donaria els seus fruits de manera espectacular. De moment Timur no ho tenia decidit i en diverses ocasions havia proposat la pau als otomans i mamelucs però el xoc era inevitable per raons estratègiques. Baiazet I havia encaixat malament l'asil que Timur havia donat als emirs deposats de l'Àsia Menor; igual de malament que Timur encaixava la protecció que Baiazet I donava als seus adversaris com el sultà Ahmad ibn Uways de Bagdad i Kara Yusuf dels Kara Koyunlu. Baiazet I intentava una aliança amb jalayírides i mamelucs. Timur el podia combatre però Baiazet I era un ghazi que estava dirigint la lluita contra els infidels (cristians) a Europa en especial a la batalla de Nicòpolis del 1396.
Mentre Timur era a Geòrgia el hivern del 1399 al 1400, Baiazet I havia enviat al seu fill Suleyman i s'havia imposat la hegemonia sobre Erzincan (emirat governat per Tahartan, vassall timúrida) i sotmès la fortalesa clau de Kemakh. Això va comportar la represàlia timúrida sobre Sivas.
Timur va sortir de Geòrgia occidental i va seguir cap al principat georgià d'Ivane (Avani), un dels mes poderosos del país. El territori, com els altres, fou assolat i les viles i castells arrasats sene trobar gairebé cap oposició. D'allí van passar al territori de Kara Kalkanlik poblat per aguerrits muntanyencs que va córrer la mateixa sort.
La sagnant campanya de Timur a Geòrgia va durar diversos mesos, amb els exèrcits timúrides traslladant-se sistemàticament de província a província. Pràcticament totes les grans ciutats i pobles van ser destruïdes i les seves poblacions van ser delmades; es va cremar el camp (amb els seus pobles i fonts d'alimentació); monestirs i esglésies van ser arrasades sistemàticament a terra. Entre els que van sobreviure als combats i represàlies, molts milers van morir de fam i malalties, i 60.000 supervivents van ser esclavitzats i les tropes de Timur se’ls van emportar.
Timur va ordenar la tornada i va acampar a Yelak Mankul on va tenir notícia de que l'enemic es reunia a Farasgherd i hi va enviar a l'amir Xaikh Nur al-Din, però als pocs dies va decidir anar-hi també en persona. En cinc dies es va apoderar de set fortaleses enemigues, retornant després a Yelak Menkul per descansar. Aqui va rebre una ambaixada d'un rei europeu que li va portar al príncep Murat, fill de Baiazet, que havia estat fet presoner, i van manifestar el interès d'una aliança; Timur els va rebre amb honor i els va acomiadar per retornar per la via de Trebisonda. A Yelak Menkul va restar Timur durant dos mesos, per donar temps a que totes les tropes que feien ràtzies poguessin retornar i per descansar el cavalls.